# Ouled Aissa, Adrar
Ouled Aissa là một đô thị thuộc tỉnh Adrar, Algérie. Dân số thời điểm năm 2002 là 5.497 người.